# Knubbsäl

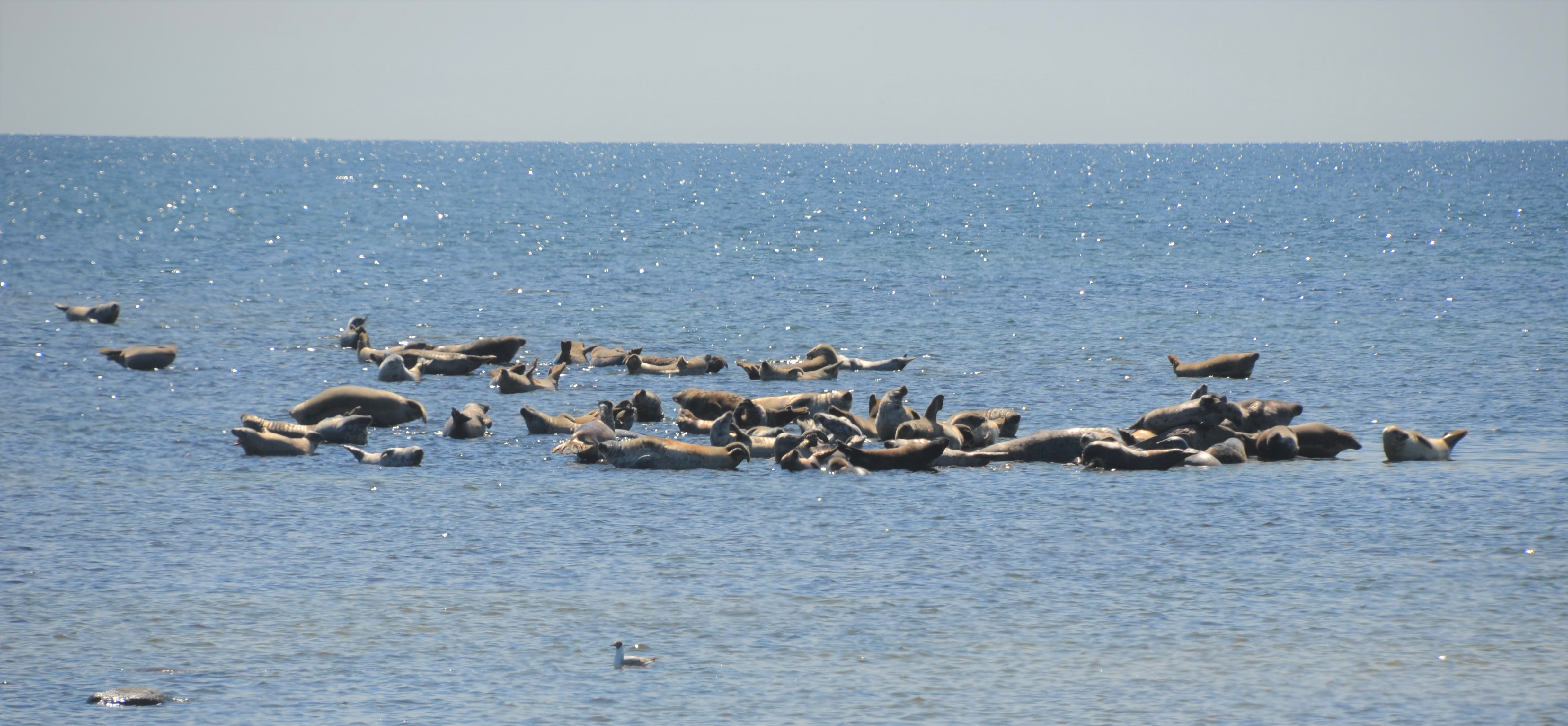
Knubbsälskoloni i det marina naturreservatet Ottenby rev utanför Ölands södra udde

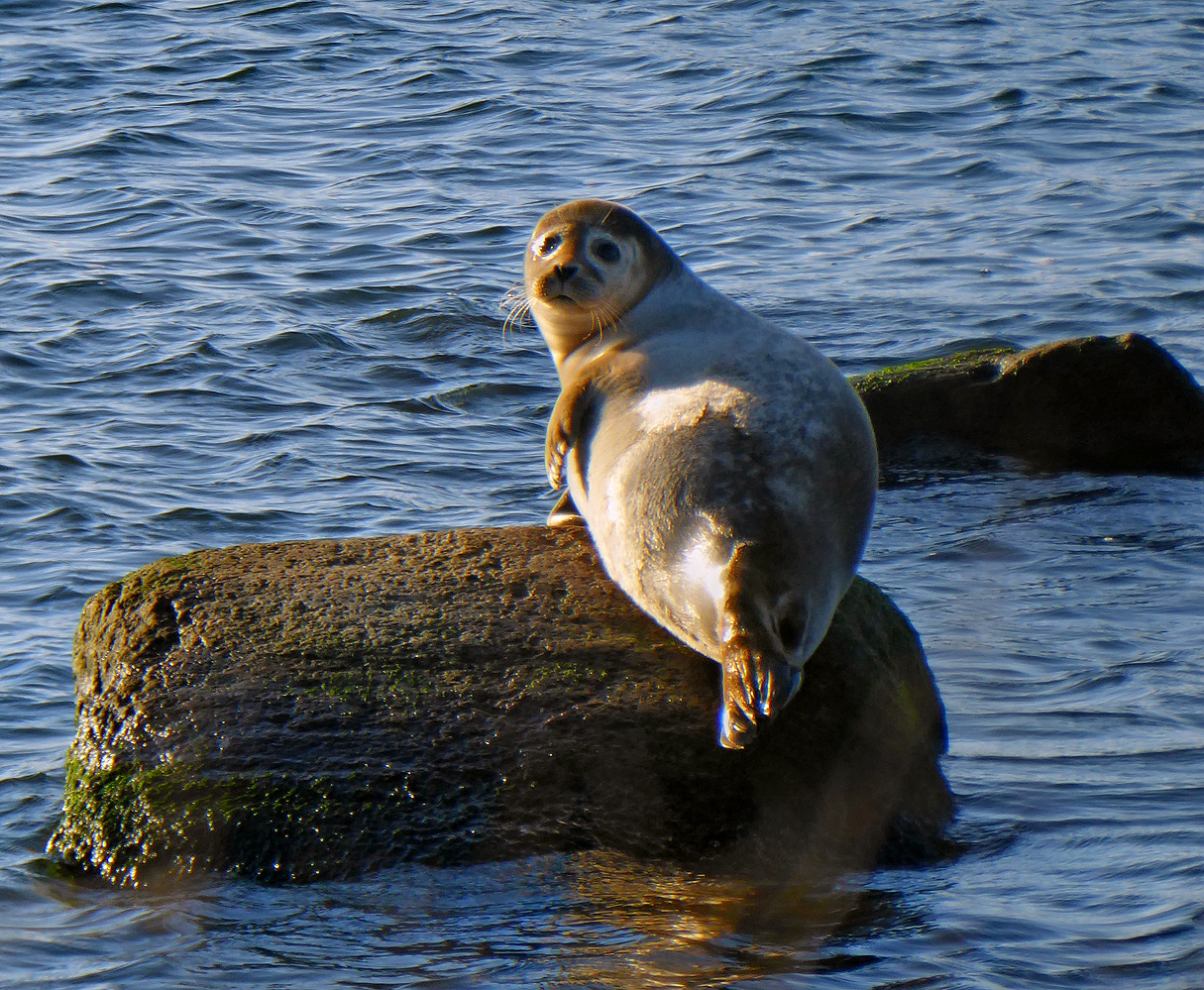
Ung knubbsäl

Knubbsäl (Phoca vitulina) är en art i familjen öronlösa sälar som förekommer huvudsakligen i norra Atlanten, norra delen av Stilla havet och Nordsjön. Den lever även vid Sveriges kustlinjer vid västkusten och i södra Östersjön. Knubbsälen är Bohusläns landskapsdjur.

## Utseende
Sälen är i jämförelse med andra öronlösa sälar liten och slank och har ett klotformigt huvud. Ett tydligt kännetecken är de V-formade näsborrarna. Honan är omkring 140 centimeter lång och väger cirka 50 kilogram. Hannar når vanligen en vikt upp till 130 kilogram (undantagsfall upp till 253 kg) och är upp till 195 centimeter långa. Pälsen är oftast svart med vita fläckar men kan även vara ljusgrå eller brungrå med mörka fläckar, men uppvisar geografiska variationer. Sälen har ett tjockt späcklager. Den har "uppnäsa" i profil.

## Ekologi
Knubbsälen simmar väldigt bra och kan dyka ner till 200 meters djup och stanna under vattnet i 30 minuter men vanligen stannar den bara 5 till 10 minuter under vattenytan. Pulsslaget minskar till omkring 20 slag per minut vid långvariga dykningar i motsats till 150 slag normalt. På land uppträder de ofta i mindre grupper men reagerar aggressivt om en annan individ kommer för nära. Knubbsälar föredrar skyddade sandbankar och skärgårdar.
Individerna stannar vanligen i samma region. Ungdjur som just lämnade sin moder kan däremot utföra upp till 300 km långa vandringar. Knubbsälen simmar ibland uppför vattendrag och några populationer blev på så vis boende i insjöar, till exempel i Skottland.

### Fortplantning
Parningen sker i vattnet. Flera hannar provar samtidigt att komma på honans rygg. I början motsätter sig honan och biter mot hannarna eller tar till flykten. Till slut är bara en hanne kvar som biter i honans nacke för att lugna henne. Själva parningsakten varar i cirka tre minuter. Hos knubbsälar finns inga monogama relationer och hanar etablerar och försvarar inte heller en grupp med honor, som andra sälar.
Efter cirka 11 månaders dräktighet föder honan en enda unge. Kuten väger vid födseln cirka nio kilo och är omkring 85 centimeter lång. Den dias ungefär fem veckor och måste sen klara sig självständigt. Honor blir efter tre–fem år könsmogna och hannar efter cirka sex år.
Knubbsälar blir ibland 30 till 35 år gamla. Vanligen blir honor äldre då hannar förlorar mycket energi när de strider mot artfränder av samma kön. Hannar blir därför sällan äldre än 25 år.

### Föda
Vuxna knubbsälar äter nästan bara fisk men ungarna tar även kräftdjur och blötdjur. De jagar enskilt och inte i grupp. En studie utförd 1977-1980 i Skagerrak och Kattegatt konstaterades 20 olika arter av bytesfisk som dominerades av de tre familjerna torskfiskar, plattfiskar och olika arter av sill. Torskfiskar utgjorde 50 %, plattfiskar 26 % och sill 8 % av bytesfiskens vikt. En undersökning från 1989 i Skagerrak visade på 31 arter av bytesfisk, där sill, torsk, blåvitling, vitling, vitlinglyra och bergtunga utgjorde huvuddelen av kosten. Den största skillnaden mellan de båda studierna var att andelen sill mer än fördubblats 1989.
Det är svårt att avgöra den dagliga förbrukningen hos vilt levande sälar. Tillgängliga data är från studier av fångna djur som hålls på en aktivitetsnivå som liknar den som förekommer i deras naturliga miljö. Studier som gjorts under årstidernas växlingar ger en uppskattning att knubbsälen i genomsnitt dagligen har ett energibehov på 4680 kcal vilket motsvarar en daglig konsumtion av 3,6-4,15 kg fisk, beroende på dietens sammansättning. Knubbsälarnas totala konsumtion är proportionerliga i förhållande till beståndets storlek och i en studie från 1989 i Skagerrak utgjorde knubbsälens konsumtionen av de kommersiellt viktiga fiskarterna mindre än 1 % av yrkesfiskets fångster.
En studie i sydvästra Nordsjön, baserad på delvis smälta otoliter från knubbsälens bytesdjur, visade att av de bytesfiskar som är av stor betydelse för knubbsälen förekommer flera småarter. Exempelvis smörbult som blir cirka 10 centimeter, skäggtorsk, sandskädda, sjökock, simpor och de vanliga arterna av tobis är alla oftast mindre än 25 centimeter i längd, även om äldre exemplar och den större arten tobiskung ibland blir större. Mer än 90 % av rödspättorna uppskattades utifrån otoliterna vara kortare än 18 centimeter, mer än 90 % av vitlingen uppskattades vara kortare än 30 cm och mer än 90 % av torsken uppskattades vara kortare än 35 cm. Majoriteten av tobisfiskarna uppskattades till mellan 8 och 24 cm långa men ett mindre antal som påträffades uppskattades vara upp till 32 cm.

## Underarter
För närvarande är 5 underarter godkända:
- Europeisk knubbsäl (P. v. vitulina), europeiska kustlinjer
- P. v. concolor, Nordamerikas östkust från Norra Ishavet till Maine
- P. v. richardsi, Nordamerikas västkust från Alaska till Kalifornien
- P. v. stejnergeri, japanska och ryska kustlinjer i Stilla havet
- Ungavaknubbsäl (P. v. mellonae), insjöar i norra Québec (enda underart som lever i sötvatten)

## Knubbsälen och människan
Människan jagade knubbsälen redan under forntiden – dels för köttet, dels för pälsen och tran. Först på 1970-talet infördes skyddsåtgärder för djuret. Beståndet i Nordsjön har nu återhämtat sig till en stam på cirka 7 000 knubbsälar.
Hur känsligt beståndet är ser man efter 1988. På grund av en epizooti dog drygt hälften av alla individer i Kattegatt och Skagerak. År 2002 slog viruset till igen och återigen dog ungefär hälften av alla knubbsälar längs den svenska kusten. Både 1988 och 2002 började epizootin vid den danska ön Anholt i Kattegatt. Sommaren 2007 observerades åter döda sälar vid Anholt och i början antogs att det är samma virus. Senare undersökningar visade att det är en okänd sjukdom. Antalet döda djur beräknas dock inte bli lika stort denna gång eftersom de sälar som överlevde viruset år 2002 antas vara immuna.
Andra hot är giftiga ämnen som flyttar in i havet och konkurrenskampen med fiskare. Ibland fastnar knubbsälar i fiskenät och ibland blir de dödade av yrkesfiskare. Ett annat problem är turister som kommer för nära djuren. Honan lämnar ofta ungdjuret ensamt på land och ofta är det oklart om ungdjuret blivit övergivet eller om modern hittar tillbaka efter sökandet efter föda. I Tyskland och Nederländerna finns speciella stationer för övergivna ungdjur, men metoden är omdiskuterad av zoologer. I Danmark blir ensamma ungdjur dödade.
Knubbsälen är Bohusläns landskapsdjur.

## Status
Den globala populationen uppskattas bestå av 350 000 till 500 000 individer och arten bedöms idag som livskraftig (LC) av IUCN. Dock är den hotad i vissa regioner och jakt på knubbsäl är idag olaglig i de flesta regionerna.
Knubbsälen i Östersjön (en genetiskt isolerad population vid Kalmarsund) var i 2005 års Röda lista för Sverige upptagen som EN (starkt hotad), klassning "D". I 2010 års rödlista har statusen för populationen i Östersjön ändrats till VU (sårbar).